# Bambous
Bambous település Mauritius szigetén. Lakosainak száma 15 345 fő (2011).  A település a Black River (gyakran használt francia alternatívája szerint: Rivière Noire) kerületbe tartozik.

## Népessége
| Lakosok száma | 7798 | 11 316 | 15 345 |
|               | 1990 | 2000   | 2011   |

## Galéria

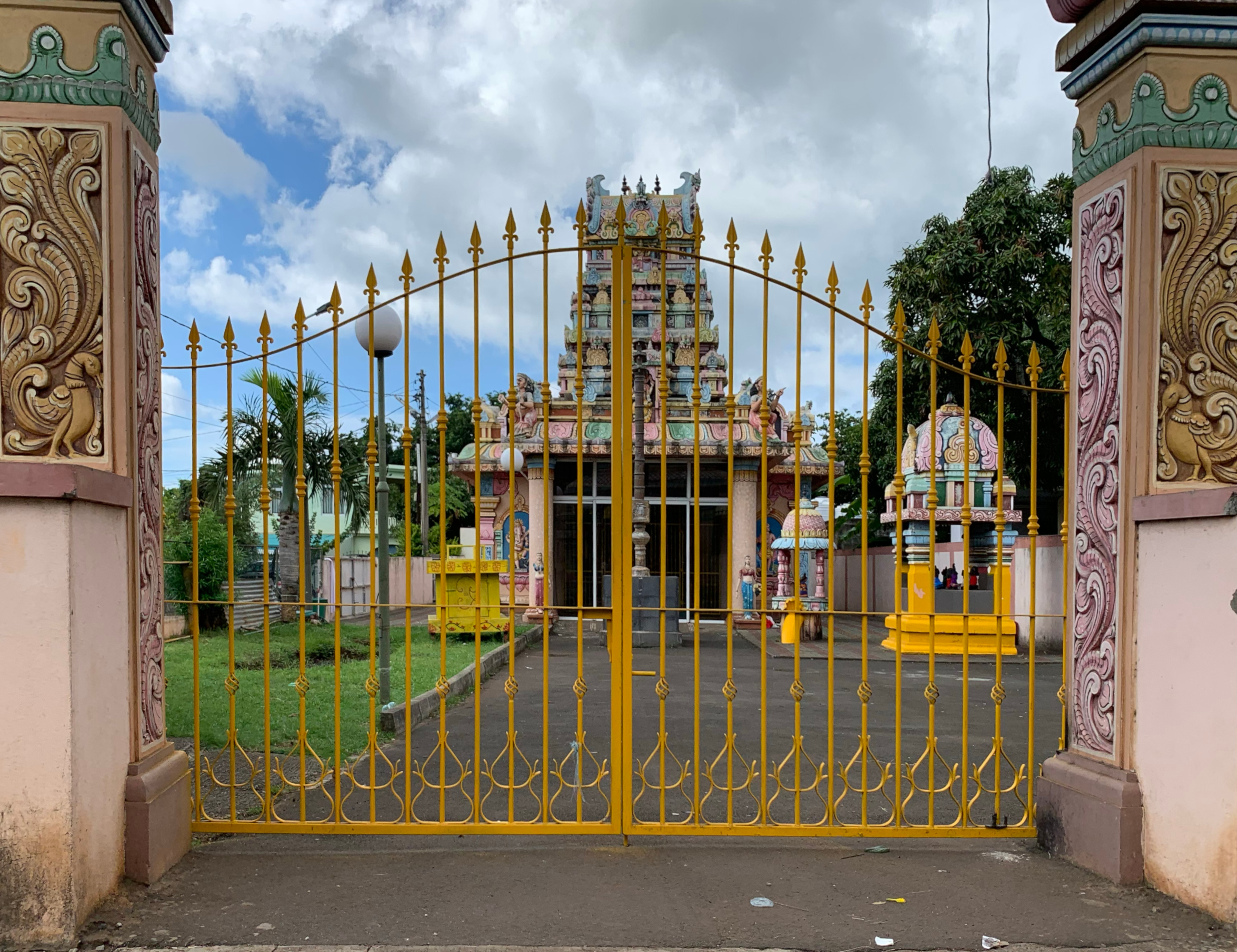
Hindu templom a faluban
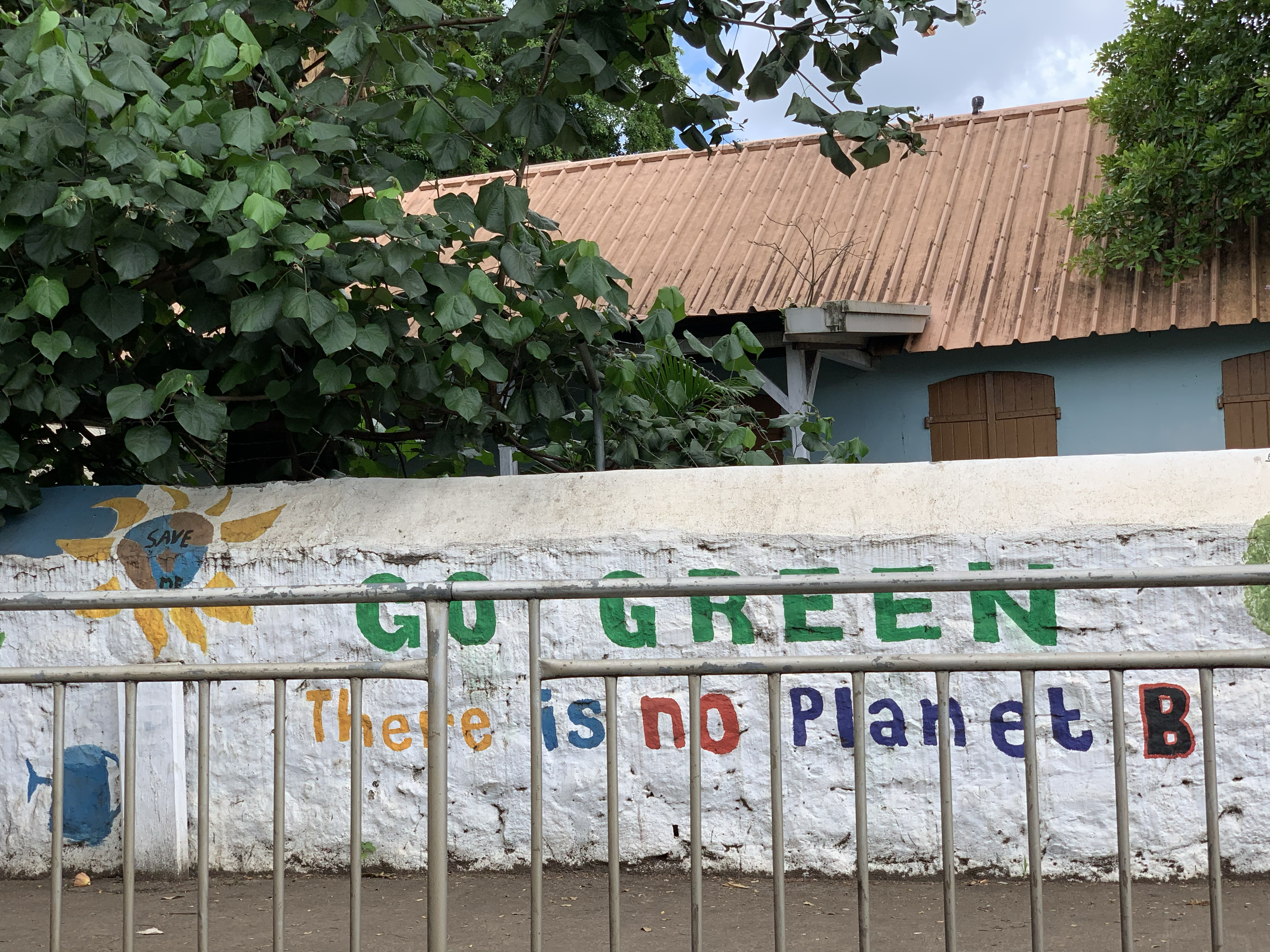
Környezetbarát felhívás a település egyik utcáján
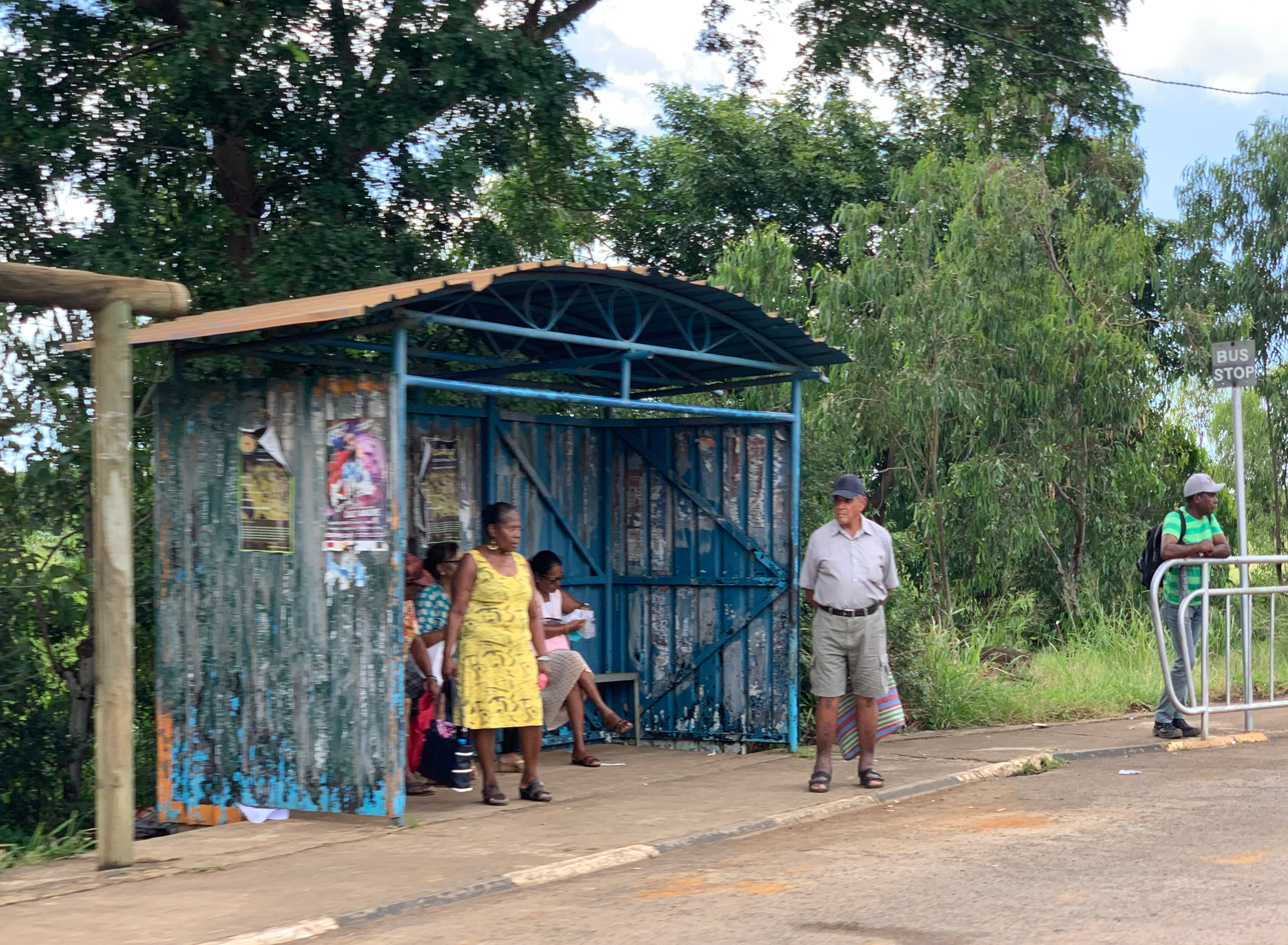
Helyi buszmegálló